# Constitution polonaise de 1997
 (juillet 2012).
Si vous disposez d'ouvrages ou d'articles de référence ou si vous connaissez des sites web de qualité traitant du thème abordé ici, merci de compléter l'article en donnant les références utiles à sa vérifiabilité et en les liant à la section « Notes et références ».
Lire en ligne

Wikisource : (fr), (pl), (en), (pt)

Tribunal constitutionnel : version originale (pl) - traductions > (en), (fr) ;

WIPO : Consulter

Petite constitution (1992)
La Constitution de la république de Pologne (en polonais : Konstytucja Rzeczypospolitej Polskiej) est la loi fondamentale de la Pologne. Adoptée le 2 avril 1997 et entrée en vigueur le 17 octobre suivant, elle instaure un régime parlementaire.

## Origine
Premier pays communiste à avoir organisé des élections libres en 1989, la Pologne réforma à plusieurs reprises sa Constitution stalinienne de 1952. Le Parlement issu des élections de 1989 devait rédiger une nouvelle Constitution avant le 3 mai 1991, jour du deux centième anniversaire de l'adoption de la Constitution du 3 mai 1791. Mais les aléas de la vie politique post-communiste et les ambitions présidentielles de Lech Wałęsa ajournèrent l'adoption du projet de Constitution. Aussi l'idée d'adopter une « petite Constitution » gagna les esprits en attendant l'adoption de la Constitution définitive. Le 17 octobre 1992 le Parlement polonais issu des élections de 1991 adopta la « Petite Constitution » conçue comme un texte provisoire. Celui-ci appelé « Loi constitutionnelle sur les relations mutuelles entre le pouvoir législatif et le pouvoir exécutif et sur les collectivités territoriales de la république de Pologne » demeura en vigueur jusqu'à l'adoption de la Constitution de la Troisième République le 2 avril 1997 et adopté par référendum un mois plus tard. Le nouveau texte entra en vigueur en octobre de la même année.

## Contenu
Le Parlement est composé de deux chambres : la Diète de Pologne et le Sénat de Pologne. Ils sont tous les deux élus au suffrage universel direct pour un mandat de 4 ans. La Diète se compose de 460 députés (article 96 de la Constitution), et le Sénat se compose de 100 sénateurs (article 97 de la Constitution).
Le contentieux des élections législatives est confié à la Cour suprême qui en vérifie la régularité. Tout citoyen peut d'ailleurs intenter un recours devant la Cour suprême concernant l'élection (article 101 de la Constitution). Pour mémoire en France le contentieux électoral est confié au Conseil constitutionnel (article 58 de la Constitution de 1958).
Le président de la République est élu pour un mandat de 5 ans au suffrage universel direct. Il dispose de pouvoirs limités par la Constitution (il ne nomme plus les ministres de l'intérieur et de la défense comme c'était le cas auparavant). Il nomme le président du Conseil des ministres qui lui nomme tous les ministres et exerce le pouvoir exécutif. Il est responsable devant la Diète qui peut le censurer par une motion de défiance constructive comme en Allemagne (article 67 de la Loi fondamentale allemande de 1949). Le président de la République peut dissoudre la Diète et ordonner de nouvelles élections législatives (article 98 alinéa 2 de la Constitution). En cas de vacance, c'est le maréchal de la Diète qui assure l'intérim.
La Constitution prévoit la mise en place d'un Tribunal constitutionnel (article 188 de la Constitution) chargé de contrôler la constitutionnalité des lois, des traités internationaux et des autres actes normatifs. Il peut en outre être saisi par les justiciables si une loi viole la Constitution (article 79 de la Constitution).

## Sources
- (en) Cet article est partiellement ou en totalité issu de l’article de Wikipédia en anglais intitulé « Constitution of Poland » (voir la liste des auteurs).

## Compléments